# 普隆乡
普隆乡，是中华人民共和国四川省凉山彝族自治州会理市曾经下辖的一个乡。

## 行政区划
普隆乡撤销前下辖以下地区：
普隆村、田坝村、莲花村、四道河村和寨子村。